# Jaszewo
Jaszewo (dodatkowa nazwa w j. kaszub. Jaszewò) – osada w Polsce, położona na Kaszubach w województwie pomorskim, w powiecie bytowskim, w gminie Czarna Dąbrówka.
W latach 1975–1998 osada administracyjnie należała do województwa słupskiego.